# Rubicon (Belgische rivier)

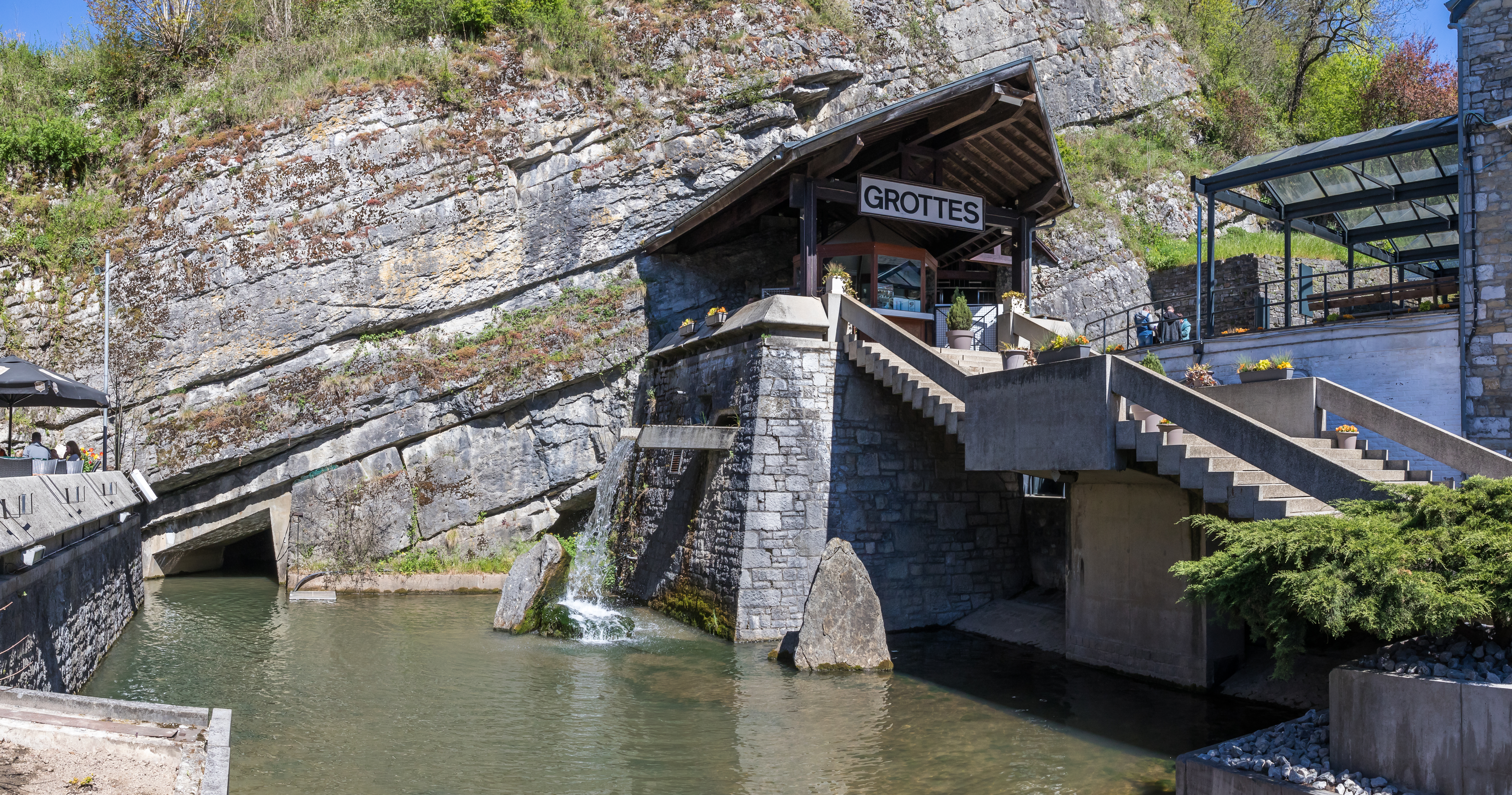
Ingang van de grotten.

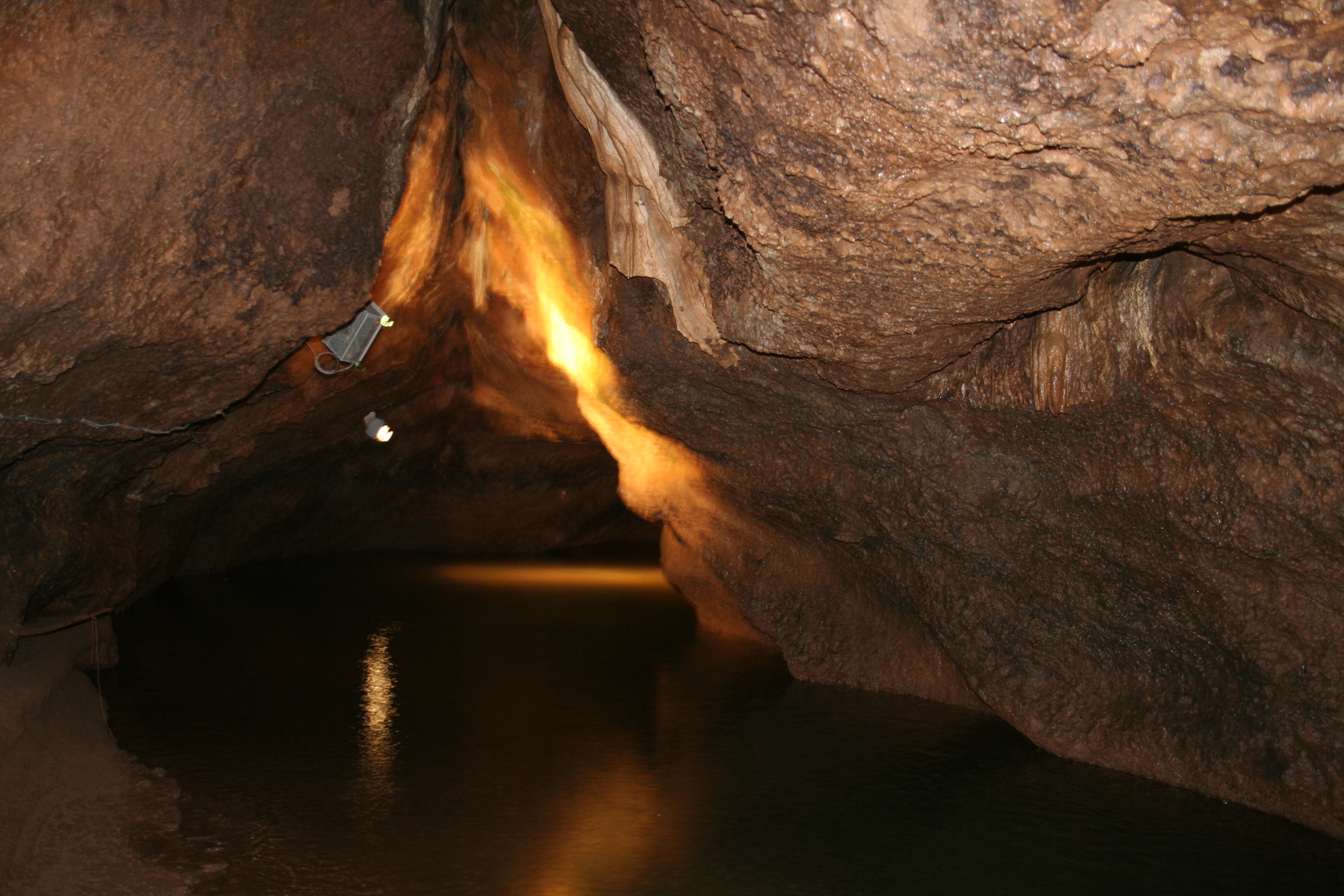
Onderweg

De Rubicon is de onderaardse zijrivier van de Amblève,  die de druipsteengrotten van Remouchamps gevormd heeft (sinds het Paleolithicum) en nog steeds vormt.
Deze grot bestaat uit verschillende zalen: 
- La galerie du précipice (De Galerij van de Afgrond)
- La salle des ruines (De Zaal der Ruïnes)
- La grande draperie (Het Grote Gordijn)
- La salle de la vierge (De Zaal van de Maagd)
- La grande galerie (De Grote Galerij)
- Le labyrinthe (Het Labyrint)
- Le palmier (De Palmboom)

De boottocht op de Rubicon, die bij de geleide bezoeken van de grotten hoort, is een van de langste ondergrondse boottochten ter wereld.
De rivier wordt gevoed door de Vallei der Chantoirs.